# Sigmar Gabriel
Sigmar Hartmut Gabriel (sinh ngày 12 tháng 9 năm 1959) là một chính trị gia người Đức, là Bộ trưởng Ngoại giao từ năm 2017 và là Phó thủ tướng Đức từ năm 2013. Ông là Chủ tịch Đảng Dân chủ Xã hội Đức (SPD) từ năm 2009 đến năm 2017, khiến ông là ông trở thành lãnh đạo lâu nhất của đảng kể từ Willy Brandt.. Ông là Bộ trưởng Môi trường liên bang từ năm 2005 đến năm 2009 và Bộ trưởng Bộ Kinh tế và Năng lượng từ năm 2013 đến năm 2017. Từ năm 1999 đến năm 2003 Gabriel là Thủ hiến Niedersachsen.
Gabriel thuộc cánh hữu của SPD, có nhiều điểm tương đồng với Tân Công đảng (Đảng Lao động theo hệ phái mới) của Tony Blair.

## Tiểu sử
Gabriel sinh ra ở Goslar, Tây Đức, con của Walter Gabriel (1921-2012), một công chức thành phố, và Antonie Gabriel (1922-2014), một y tá. Cha mẹ của Gabriel ly dị vào năm 1962, và trong sáu năm tiếp theo, ông sống với cha và bà Lina Gabriel, trong khi chị gái của ông sống với mẹ của họ. Sau một cuộc tranh cãi pháp lý kéo dài, mẹ ông đã được quyền trông coi duy nhất cho cả hai người con vào năm 1969.
Cha của Gabriel là một người theo đạo Tin lành (Lutheran) xuất thân từ Hirschberg im Riesengebirge ở Schlesien, trong khi mẹ ông là một người Công giáo có nguồn gốc từ Heilsberg ở vùng Ermland (Warmia) của Đông Prussia, người gần đây đã sống ở Königsberg; Cả hai cha mẹ đã đến như những người tị nạn đến Tây Đức trong thời kỳ trốn chạy và trục xuất người Đức trong và sau Thế Chiến II (1944-1950). Những người tị nạn từ các tỉnh phía đông thường gặp những thành kiến ở Tây Đức, và gia đình mẹ ông thường bị coi là "người Ba Lan" ở Tây Đức. Sigmar Gabriel đã mô tả lịch sử gia đình của ông như là một "câu chuyện liều mạng về trốn chạy và bị trục xuất" và lưu ý rằng cha mẹ ông đã giải quyết chấn thương vì bị trục xuất theo những cách khác nhau. Theo Gabriel, cha của ông đã xúc phạm về thể chất và tình cảm đối với ông và là một người ủng hộ nhiệt tình cho hệ tư tưởng Đức Quốc Xã "cho đến khi ông ngừng thở", Walter Gabriel tuy nhiên không bao giờ nhìn thấy dịch vụ tích cực trong chiến tranh, do bệnh bại liệt. Mẹ ông đã tham gia vào công tác cứu trợ và đoàn kết cho Ba Lan trong giai đoạn thiết quân luật ở Ba Lan.
Sigmar Gabriel tham dự trường học ở Goslar, và phục vụ như một người lính trong Không quân từ 1979 đến 1981. Ông học về chính trị, xã hội học và tiếng Đức tại Đại học Göttingen từ năm 1982 và thông qua kỳ thi đầu tiên của tiểu bang với tư cách là một giáo viên trung học vào năm 1987 và cuộc thi lần thứ hai vào năm 1989.

## Sự nghiệp chính trị

### Ban đầu
Gabriel gia nhập SPD năm 1977 và sớm nắm giữ nhiều vị trí trong chính trị địa phương. Năm 1990, ông lần đầu tiên được bầu vào Quốc hội Hạ viện bang Niedersachsen, nơi ông lãnh đạo nhóm nghị sĩ SPD từ năm 1998 đến năm 1999.

### Thủ hiến Niedersachsen, 1999-2003
Vào ngày 15 tháng 12 năm 1999, sau khi Gerhard Glogowski, người kế nhiệm Gerhard Schröder từ chức, Gabriel trở thành thủ hiến của Niedersachsen. Ông trước đó đã thắng được cuộc bỏ phiếu trong nội bộ đảng chống lại Wolfgang Jüttner và Thomas Oppermann. Ông phục vụ trong chức vụ đó cho đến ngày 4 tháng 3 năm 2003. Trong những năm này, ông đã được giới thiệu rộng rãi như là một protégé của Schröder, và thậm chí là một người có thể kế nhiệm làm thủ tướng.
Sau khi mất chức trong cuộc bầu cử trong năm 2003, Gabriel trở thành "Người đại diện cho Văn hoá Pop và Đàm luận Pop" của SPD từ năm 2003 đến năm 2005, trong đó ông được đặt cho biệt danh Siggi Pop.

### Bộ trưởng Liên bang về Môi trường, Bảo tồn thiên nhiên và An toàn Hạt nhân, 2005-2009
Từ năm 2005 đến năm 2009, Gabriel là Bộ trưởng bộ Môi trường, Bảo tồn Thiên nhiên và An toàn Hạt nhân Liên bang (Liên Bang về Môi trường, Bảo tồn Thiên nhiên và An toàn Hạt nhân) trong Nội các đầu tiên của Angela Merkel (CDU).
Trong nhiệm kỳ của mình, Gabriel đã thăng chức Cơ quan Năng lượng Tái tạo Quốc tế. Ông cũng dẫn đầu phái đoàn Đức tham dự Hội nghị Liên hiệp quốc về biến đổi khí hậu 2006 tại Nairobi.
Năm 2007, khi Đức giữ chủ tịch Hội đồng Liên minh châu Âu, ông đã lãnh đạo các cuộc đàm phán giữa các bộ trưởng môi trường Liên minh châu Âu với nỗ lực đầy tham vọng để giảm khí thải nhà kính xuống còn 20 phần trăm dưới mức năm 1990. Cùng năm đó, ông cùng Merkel đi thăm hai ngày Greenland để xem Ilulissat Icefjord, Một địa điểm di sản thế giới UNESCO, và Sermeq Kujalleq để có cái nhìn đầu tiên về tác động của sự nóng lên toàn cầu.

## Lãnh đạo phe đối lập, 2009-2013
Sau thất bại của SPD trong cuộc bầu cử liên bang năm 2009, Franz Müntefering từ chức Chủ tịch Đảng Dân chủ Xã hội. Gabriel được đề cử làm người kế nhiệm ông và được bầu vào ngày 13 tháng 11 năm 2009. Ông tái đắc cử làm chủ tịch đảng trong hai năm sau tại đại hội Đảng SPD tại Berlin ngày 5 tháng 12 năm 2011, nhận được 91,6% phiếu bầu.
Trong suốt những năm đầu tiên làm chủ tịch, Gabriel đã thúc đẩy cải cách nội bộ đảng. Ông bãi bỏ ban chỉ đạo đảng để ủng hộ một ủy ban điều hành mở rộng và lãnh đạo các hội nghị thường lệ của đảng, các cuộc họp quan trọng nhất cho đảng. Ông cũng đóng một vai trò quan trọng trong việc thành lập Liên minh Tiến bộ vào năm 2013 bằng cách hủy bỏ khoản thanh toán SPD cho khoản phí hội viên hàng năm 100.000 bảng Anh cho Quốc tế xã hội chủ nghĩa vào tháng 1 năm 2012. Gabriel thường hay chỉ trích về sự thừa nhận của tổ chức Xã hội Chủ nghĩa Quốc tế và sự tiếp tục bao gồm các phong trào chính trị "chuyên chế" phi dân chủ vào tổ chức này.
Trong cuộc bầu cử liên bang năm 2013, Gabriel được xem là một ứng cử viên có thể thách thức thủ tướng đương nhiệm Angela Merkel nhưng bị coi là "không được ưa chuộng và không có kỷ luật" vào thời đó. Kết quả là ông và các thành viên khác trong ban lãnh đạo đảng đã đồng ý đề cử Peer Steinbrück sau khi Frank-Walter Steinmeier, lãnh đạo các đại biểu quốc hội của đảng, rút khỏi cuộc đua.
Trong chiến dịch bầu cử, Gabriel trở thành lãnh đạo SPD đầu tiên diễn thuyết tại một hội nghị của Liên minh 90/Đảng Xanh; Trong bài phát biểu của mình, ông kêu gọi thành lập một liên minh đỏ-xanh để đánh bại Merkel trong cuộc bầu cử.

### Phó Thủ tướng và Bộ trưởng Liên bang, 2013 -

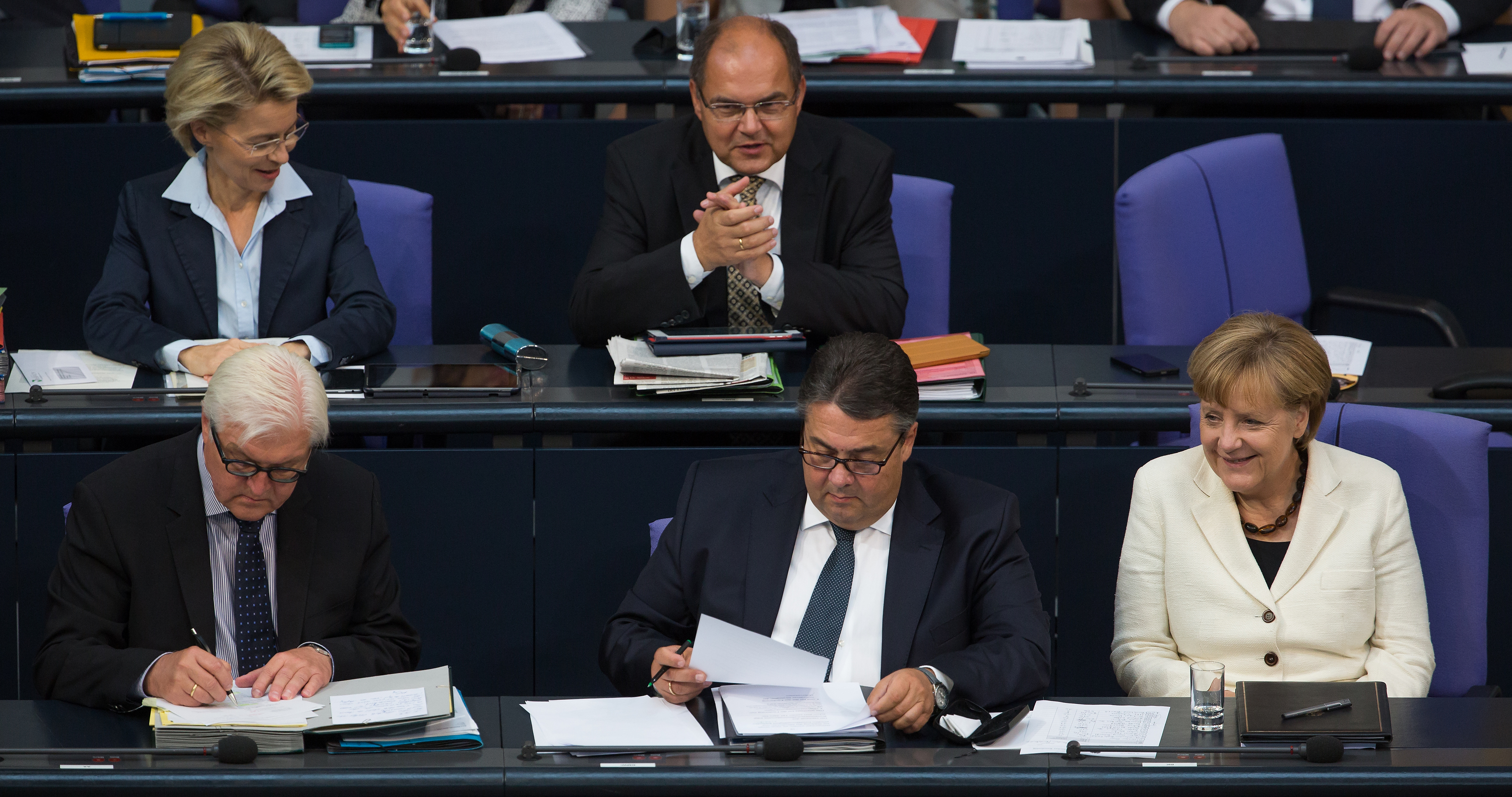
Sigmar Gabriel với Angela Merkel và Frank-Walter Steinmeier; Ở mặt sau là Christian Schmidt và Ursula von der Leyen, năm 2014.

Năm 2013, Gabriel đã biến cuộc thất bại lần thứ 3 liên tiếp của đảng SPD đối đầu với bà Angela Merkel trong cuộc bầu cử liên bang thành một phần của chính phủ, sau khi thành công điều khiển tiến trình đàm phán liên minh kéo dài ba tháng và một cuộc bỏ phiếu cho khoảng 475.000 đảng viên, mà đã tán thành thỏa hiệp này. Vào thời điểm đó, ông được nhiều người cho là đã thương lượng một cách khéo léo, đặc biệt khi xem xét sự tương đối yếu kém của đảng của ông, mà nhận được chỉ hơn 25% phiếu bầu trong cuộc bầu cử, so với hơn 41 phần trăm cho khối bảo thủ của Merkel.
Tuy nhiên, tại một hội nghị SPD ngay sau cuộc bầu cử, Gabriel và các thành viên khác trong ban lãnh đạo của đảng bị các đại biểu trừng phạt, tuy bầu họ lại vào các vị trí của họ nhưng với số phiếu ít hơn trước; Ông đã nhận được 83,6% phiếu bầu của các thành viên so với 91,6% phiếu bầu trước đó vào năm 2011.
Gabriel, người giữ chức vụ Phó Thủ tướng trong nội các Merkel thứ ba, chịu trách nhiệm về việc cải tổ năng lượng của Đức như một phần của Bộ Kinh tế được định hình mới. Kể từ cuối năm 2016, ông là thành viên của ủy ban chính phủ Đức về Brexit, tại đó các bộ trưởng thảo luận các vấn đề về tổ chức và cơ cấu liên quan đến sự ra đi khỏi Liên minh châu Âu của Vương quốc Anh.
Sự suy đoán về tương lai của Gabriel trong vai trò lãnh đạo của SPD đã được nung nấu từ khi ông chỉ đạt được 74%  trong một cuộc bỏ phiếu để chứng tỏ sự tin cậy vào tháng 12 năm 2015 - mức thấp nhất của một nhà lãnh đạo SPD trong 20 năm. Vào ngày 24 tháng 1 năm 2017, Gabriel tuyên bố rằng ông sẽ không ra tranh cử thủ tướng vào năm 2017; Thay vào đó, ông đề xuất Martin Schulz trở thành ứng viên và thay ông ta làm chủ tịch đảng.
Gabriel cũng thông báo rằng ông sẽ kế nhiệm Frank-Walter Steinmeier với cương vị Bộ trưởng Ngoại giao. Ông nhậm chức vào ngày 27 tháng 1 năm 2017, Bí thư Quốc hội về vấn đề IT, hàng không Brigitte Zypries kế nhiệm Gabriel làm Bộ trưởng Bộ Kinh tế và Năng lượng Liên bang.
Khi là Ngoại trưởng, Gabriel nói rằng "cánh tay của Đức sẽ vẫn mở rộng" sang Mỹ để tiếp tục liên minh xuyên Đại Tây Dương giữa hai nước. Tuy nhiên, ông nói Đức sẽ bước vào thị trường toàn cầu mà Mỹ từ bỏ và đóng vai trò lớn hơn trên trường quốc tế nếu Donald Trump tiếp tục các chính sách bảo hộ và cô lập của ông ta.

## Các vị trí chính trị

### Chính sách đối ngoại

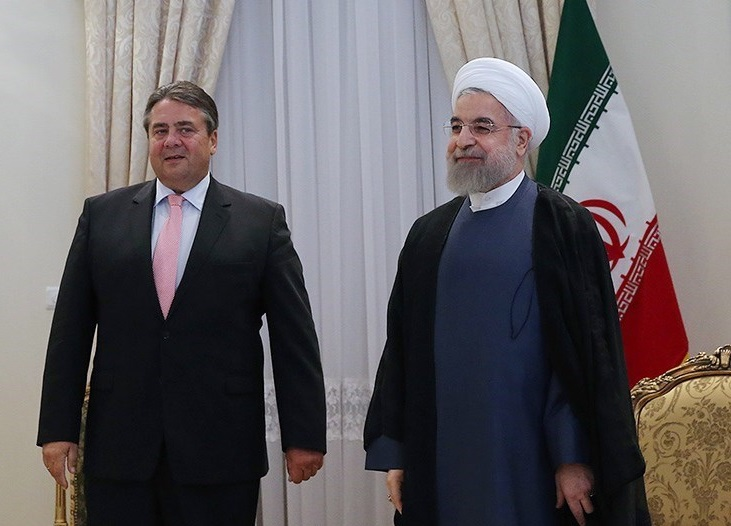
Gabriel gặp Chủ tịch Iran Hassan Rouhani, ngày 16 tháng 7 năm 2015

Gabriel kiên trì chống lại việc quân đội Đức ở lại Afghanistan. Trong năm 2010, ông đã yêu cầu đánh giá độc lập nhằm xác định liệu chiến lược chống nổi dậy của Hoa Kỳ có thành công hay không. Tuy nhiên, ông đã bỏ phiếu ủng hộ mở rộng sự tham gia của Đức vào sứ mệnh an ninh do NATO lãnh đạo ISAF trong năm 2009, 2010, 2011 và 2012.
Nhân dịp kỷ niệm 60 năm ngày thành lập quốc gia Israel, Gabriel đã tham gia cuộc họp nội các chung đầu tiên của chính phủ Đức và Israel vào tháng 3 năm 2008. Năm 2012, sau khi thăm Hebron và Palestine, ông nói rằng người Palestine ở những khu vực này đã bị phân biệt đối xử một cách có hệ thống và gọi Israel là "chế độ Apartheid".
Trong một ý kiến mạnh mẽ nhất của Đức để thúc đẩy một giải pháp liên bang cho Ukraina, Gabriel đã nói với tờ báo hàng tuần Welt am Sonntag của Đức vào tháng 8 năm 2014 rằng một cơ cấu liên bang là lựa chọn duy nhất để giải quyết tình trạng náo động của nhóm thân Nga ở quốc gia này. Ông nói thêm rằng, ưu tiên của Đức là để ngăn chặn cuộc xung đột trực tiếp giữa Nga và láng giềng phía Nam. Bình luận về chế độ trừng phạt quốc tế chống lại Nga, Gabriel tuyên bố vào đầu năm 2015 rằng "chúng tôi muốn giúp giải quyết cuộc xung đột ở Ukraina, nhưng không muốn buộc Nga phải quỳ gối". Ông sau đó gợi ý rằng châu Âu cần cân nhắc nới lỏng các biện pháp trừng phạt, trao đổi với sự hợp tác tại Syria.. Sử gia Ukraina-Mỹ Alexander J. Motyl cáo buộc Gabriel về "sự nhân nhượng vô nguyên tắc" và "một sự phản bội hoàn toàn của tất cả những gì mà các nhà xã hội dân chủ chủ nghĩa tuyên bố tranh đấu cho." 

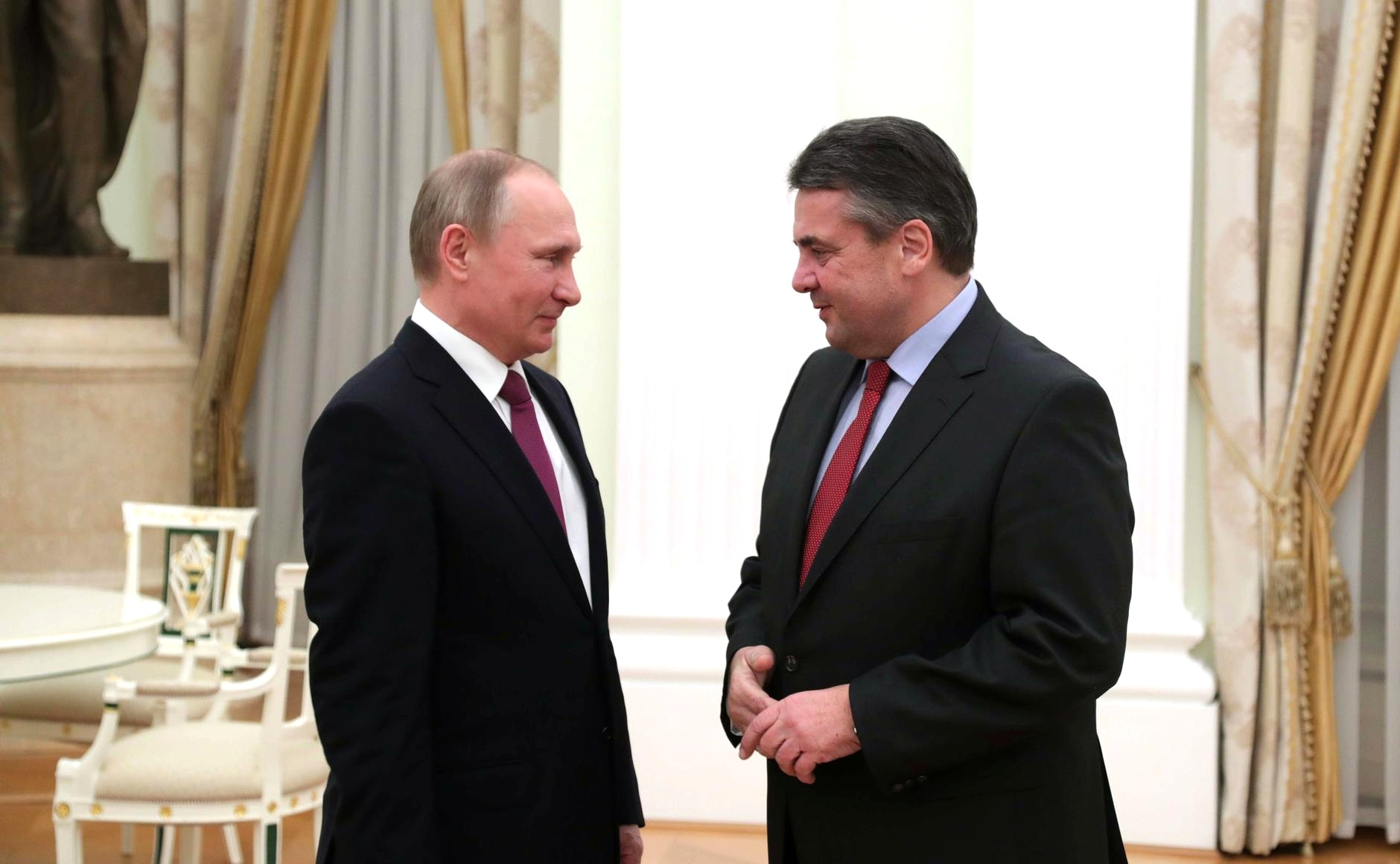
Gabriel với Tổng thống Nga Vladimir Putin, 9 tháng 3 năm 2017

Vào tháng 7 năm 2015, Gabriel trở thành vị khách đầu tiên của chính phủ Đức tới Iran trong 13 năm  cũng như nhân vật cấp cao đầu tiên của bất kỳ chính phủ lớn nào của phương Tây đến thăm đất nước này kể từ khi nó đạt được thoả thuận về chương trình hạt nhân, The Joint Comprehensive Plan of Action (Kế hoạch Hành động Toàn diện), chỉ vài ngày trước đó. Cùng với một phái đoàn đại diện ngành công nghiệp Đức muốn trở lại thị trường Iran, ông đã gặp Tổng thống Hassan Rouhani, Bộ trưởng Ngoại giao Mohammad Javad Zarif và Bộ trưởng Dầu mỏ Bijan Namdar Zangeneh. Chuyến đi này đã chọc tức Israel cũng như cộng đồng người Do Thái; Đại sứ Israel đã bày tỏ quan ngại về chuyến viếng thăm của Gabriel tới chính phủ Đức, và Đại hội Do thái Thế giới đã chỉ trích mạnh mẽ bộ trưởng này, buộc tội ông đưa lợi ích kinh doanh trước đạo đức và gọi tiếp cận Tehran của ông là "ngây thơ".
Tháng 9 năm 2015, giữa cuộc khủng hoảng người di cư ở Châu Âu, Gabriel đã đến thăm trại tị nạn Zaatari ở Jordan để tìm hiểu thêm về hoàn cảnh của người Syria thoát khỏi bạo lực trong cuộc nội chiến Syria nổ ra vào năm 2011. Gabriel công khai kêu gọi Ảrập Xêút ngừng hỗ trợ các nhóm tôn giáo cực đoan, trong bối cảnh mối quan tâm ngày càng gia tăng về việc tài trợ cho các nhà thờ Hồi giáo Wahhabi ở Đức bị cáo buộc là làm phát sinh ra những người Hồi giáo nguy hiểm.

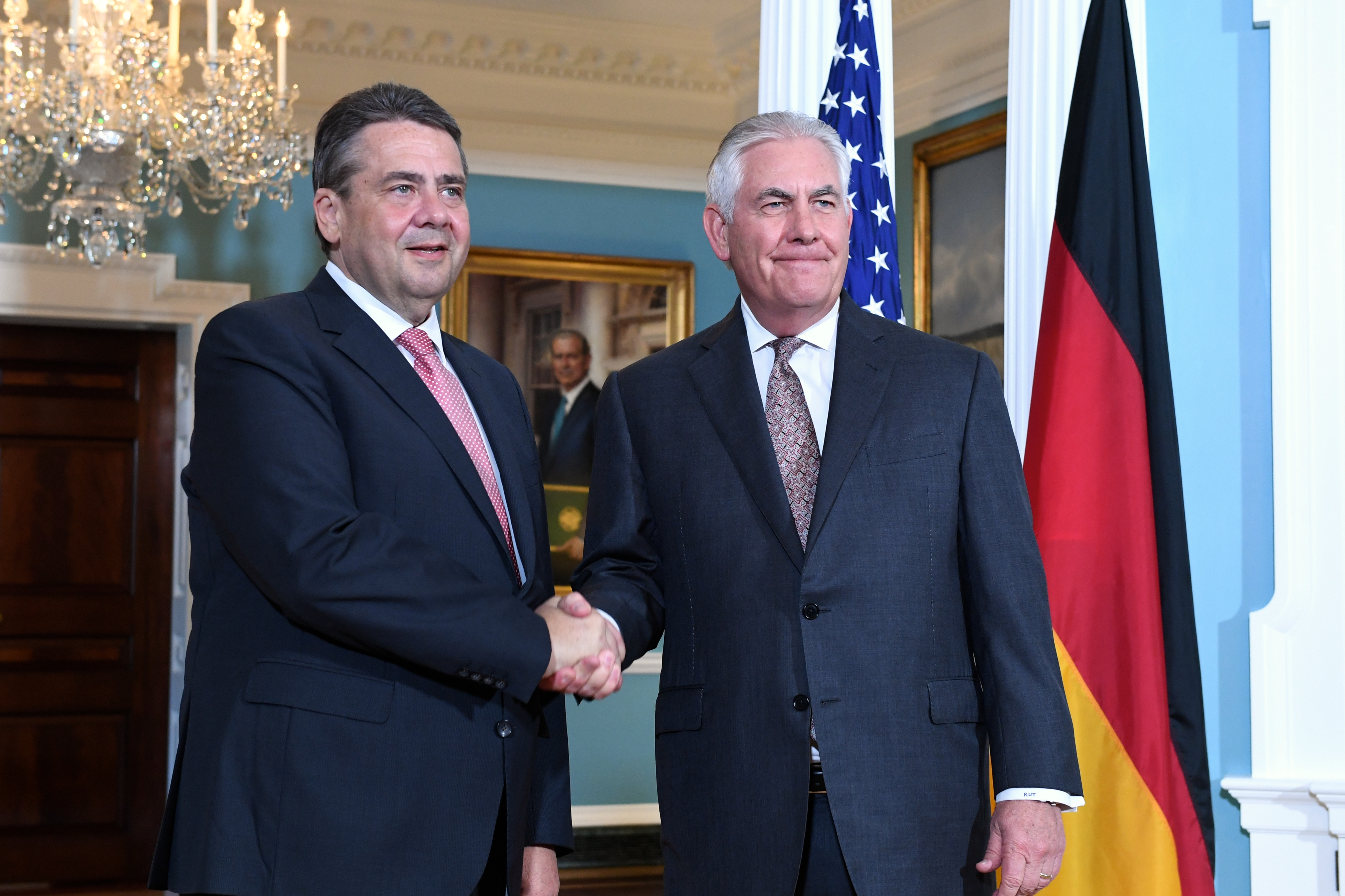
Gabriel và Ngoại trưởng Hoa Kỳ Rex Tillerson ở Washington, D.C., ngày 17 tháng 5 năm 2017

Tháng 1 năm 2016, Gabriel tham gia cuộc họp nội các chung đầu tiên của chính phủ Đức và Thổ Nhĩ Kỳ ở Berlin. Cuối năm đó, ông đã gọi bất kỳ việc gia nhập Thổ Nhĩ Kỳ vào Liên minh châu Âu trong thời gian gần đây là một "ảo tưởng".
Sau hội nghị thượng đỉnh G7 vào năm 2017, Sigmar Gabriel tuyên bố rằng Hoa Kỳ, với Donald Trump làm tổng thống, đã "làm suy yếu" phương Tây và sự cân bằng quyền lực bây giờ đã thay đổi. Nhận xét này được đưa ra vài ngày sau khi Merkel tuyên bố, trong một sự thay đổi rõ ràng về chính sách, rằng "Người Châu Âu chúng ta phải thực sự tự quyết định số phận của chúng ta".
Tháng 6 năm 2017, Gabriel chỉ trích dự thảo các biện pháp trừng phạt mới của Mỹ đối với Nga nhắm vào các dự án năng lượng của EU-Nga, bao gồm đường ống dẫn khí đốt Nord Stream 2. Trong lời tuyên bố chung, Gabriel và thủ tướng Christian Kern của Áo nói rằng "Cung cấp năng lượng của Châu Âu là vấn đề của châu Âu, chứ không phải là của Hoa Kỳ". Họ cũng nói: "Để đe doạ các công ty đến từ Đức, Áo và các nước châu Âu khác với các hình phạt đối với thị trường Mỹ nếu họ tham gia vào các dự án khí tự nhiên như Nord Stream 2 với Nga hoặc tài trợ cho chúng, đưa ra một việc hoàn toàn mới và rất tiêu cực trong quan hệ Mỹ-Châu Âu"

## Chính sách kinh tế
Nhân dịp hội nghị thượng đỉnh G20 năm 2011, ông Gabriel theo Ed Miliband, lãnh đạo Đảng Lao động Anh, và ông Håkan Juholt, chủ tịch của Đảng Dân chủ Xã hội Thụy Điển, đề xuất một "thỏa thuận mới" ("new deal") cho tăng trưởng kinh tế. Họ cũng nói rằng, các nhà lãnh đạo G20 nên cam kết đưa ra một khoản thuế giao dịch tài chính cho tất cả các trung tâm tài chính lớn và một thỏa thuận để tách rời ngân hàng tiêu dùng và ngân hàng đầu tư.
Trong một lá thư gửi Ủy viên Thương mại Châu Âu, Karel De Gucht, Gabriel tuyên bố vào tháng 3 năm 2014 rằng, "các điều khoản bảo vệ đầu tư đặc biệt không bắt buộc trong một thỏa thuận giữa EU. Và Hoa Kỳ "về một Quan hệ đối tác Thương mại và Đầu tư xuyên Đại Tây Dương (TTIP). Thay vào đó, sau đó ông ta đã yêu cầu thành lập một tòa án thương mại và đầu tư công (giải quyết những tranh cãi giữa các quốc gia và nhà đầu tư) thay thế hệ thống trọng tài tư nhân hiện tại và để cho phép kháng cáo các phán quyết trọng tài. Trong khi đó, ông đã liên tục cảnh báo về kỳ vọng được thổi phồng quá mức về tăng trưởng kinh tế từ TTIP nhưng vẫn cho rằng hiệp ước này là cần thiết để đưa ra các tiêu chuẩn cao cho người tiêu dùng. Đến tháng 8 năm 2016, Gabriel nói, các cuộc đàm phán về TTIP "de facto" (trên thực tế) đã thất bại.
Tháng 9 năm 2014, Gabriel bác bỏ việc thêm vào điều khoản giải quyết tranh chấp của nhà đầu tư và nhà nước trong Hiệp định Thương mại và Kinh tế Toàn diện (CETA) giữa Canada và Liên minh châu Âu, dẫn đến một cuộc thương lượng lại làm trì hoãn việc có hiệu lực của hiệp định. Sau các cuộc đàm phán lại, ông đã bảo vệ CETA để chứng minh các bằng chứng kinh doanh của đảng trung tả.
Trong một cuộc họp năm 2014 với nhà kinh tế học người Pháp Thomas Piketty, người viết cuốn sách kinh tế bán chạy nhất (best-selling) Capital in the Twenty-First Century (Tư bản trong thế kỷ XXI) kêu gọi một khoản thuế tài sản, Gabriel bác bỏ một khoản phí tiến bộ về vốn, coi như "điên rồ" trong kinh doanh. Ông cũng lập luận rằng thuế tài sản sẽ tạo ra không quá 8 tỷ euro (9,9 tỷ đô la) một năm.
Cùng với đối tác Pháp Emmanuel Macron, Gabriel trình bày một đề xuất chung vào năm 2015 để thiết lập ngân sách chung cho khu vực đồng euro.

### Chính sách năng lượng
Sau thảm hoạ hạt nhân Fukushima Daiichi năm 2011, Gabriel chỉ trích mạnh mẽ Cơ quan Năng lượng Nguyên tử Quốc tế, nói rằng nó đã khuyến khích "xây dựng các nhà máy hạt nhân ở mọi nơi trên thế giới, ngay cả trong các khu vực chiến tranh và khủng hoảng. Điều đó cần phải dừng lại ". 
Vào năm 2015, Gabriel đã phản đối đề xuất của Ủy ban châu Âu về thị trường năng lượng khu vực, theo đó các tiện ích được trả cho việc cung cấp điện dự phòng vào những thời điểm khi điện do các nguồn tái tạo như mặt trời và gió không thể cung cấp được. Gabriel đã nói với tờ báo Handelsblatt. rằng, một thị trường tự do được hỗ trợ bởi dự trữ khẩn cấp sẽ rẻ hơn và hoạt động tốt như các thị trường năng lực. Sau đó, ông cảnh báo chống lại một sự rút lui nhanh chóng từ việc sản xuất điện đốt than, lo ngại rằng một động thái như vậy có thể gây áp lực lên các nhà sản xuất vẫn phải vật lộn với việc đóng cửa các nhà máy hạt nhân theo kế hoạch vào năm 2022.

### Xuất khẩu vũ khí
Ban đầu trong nhiệm kỳ của mình là Bộ trưởng Bộ Kinh tế và Năng lượng Liên bang, Gabriel đã thề sẽ áp dụng cách tiếp cận thận trọng hơn trong việc cấp phép xuất khẩu vũ khí, làm nảm lòng ngành công nghiệp quốc phòng cỡ lớn và báo hiệu sự thay đổi chính sách từ chính phủ liên minh trước đó, lúc mà hàng hóa bán được gia tăng. Tháng 8 năm 2014, ông đã rút giấy phép cho hãng Rheinmetall xây dựng một trung tâm huấn luyện quân sự ở phía đông Moskva.
Gabriel bị ràng buộc bởi các cam kết với SPD của mình để giảm buôn bán vũ khí cho các nước vi phạm nhân quyền và pháp quyền hoặc ở những nơi bán hàng như vậy có thể góp phần gây bất ổn chính trị. Ông tuyên bố rằng kiểm soát đối với điểm đến cuối cùng của vũ khí hạng nhẹ được bán cho các quốc gia như vậy vẫn chưa hiệu quả. Tuy nhiên, ông cũng chỉ ra rằng chính phủ sẽ không ngăn chặn toàn thể các giao dịch với các nước bên ngoài các liên minh truyền thống của Đức. Ông đề nghị rằng, trong tương lai bộ Ngoại giao Đức có thể là cơ quan phù hợp hơn để quyết định có cho phép xuất khẩu và kêu gọi một chính sách xuất khẩu vũ khí chung cho các nước châu Âu. Cuối năm 2015, Bộ của ông đã phê chuẩn việc sáp nhập nhà sản xuất xe tăng Đức Krauss-Maffei Wegmann (KMW) với hãng sản xuất thiết bị bọc thép của Pháp Nexter.
Chính phủ của Merkel đã thông qua các thỏa thuận xuất khẩu vũ khí trị giá nhiều tỷ euro với các chế độ độc tài ở Trung Đông, bao gồm cả Qatar, Ả Rập Xê Út. Các tiểu vương quốc Arập Thống nhất, Bahrain và Ai Cập. Các tiểu vương quốc Arập Thống nhất, Bahrain và Ai Cập. Năm 2016, các đảng đối lập Đức chỉ trích kế hoạch phòng thủ của Đức với Ả-rập Xê-út, đang tiến hành chiến tranh tại Yemen và đã bị lên án vì những vi phạm nhân quyền trầm trọng.

### Chính sách kỹ thuật số
Tháng 5 năm 2014, Gabriel và bộ trưởng kinh tế và kỹ thuật số của Pháp, Arnaud Montebourg, đã gửi Ủy ban châu Âu về Cạnh tranh, Joaquín Almunia, một lá thư chỉ trích việc giải quyết một cuộc thăm dò chống độc quyền ba năm vào Google; Gabriel sau đó "chào đón nồng nhiệt" phát động cáo buộc chống độc quyền của EU đối với Google vào tháng 4 năm 2015.
Tháng 9 năm 2014, Gabriel gọi Google, Amazon.com và Apple Inc. là "chống lại xã hội" về việc tránh đóng thuế. Vào đầu năm 2015, Gabriel và người đồng cấp Pháp Emmanuel Macron đã viết trong một lá thư chung cho Phó Chủ tịch Uỷ ban Châu Âu Andrus Ansip rằng, thế lực ngày càng tăng của một số hãng trực tuyến khổng lồ "bảo đảm một cuộc tư vấn chính sách với mục đích thiết lập một khuôn khổ quy định chung thích hợp cho 'Nền kỹ thuật số cần thiết".
Trong năm 2016, trong một loạt các hồ sơ dự thầu của Trung Quốc cho các công ty kỹ thuật của Đức, Gabriel công khai kêu gọi đưa ra một điều khoản bảo vệ toàn châu Âu để có thể ngăn chặn sự tiếp quản của các công ty nước ngoài nền công nghệ của họ được coi là chiến lược cho thành công kinh tế trong tương lai của khu vực.

### Nhân quyền
Tháng 4 năm 2014, luật sư nhân quyền Mo Shaoping bị ngăn cản gặp Gabriel trong chuyến thăm Trung Quốc, mặc dù Bộ trưởng nói trước cuộc gặp mặt rằng ông muốn gặp những tiếng nói phê phán.
Trong một chuyến viếng thăm vua Salman của Ảrập Xêút vào năm 2015, Gabriel đã phát động một nỗ lực công khai bất thường để thuyết phục chính quyền Ảrập Xêút tha bổng nhà văn bị bắt giam Raif Badawi và cho phép ông được ân xá, khuếch đại tiếng nói chính trị của Đức ở một khu vực mà ảnh hưởng của nó chủ yếu chỉ giới hạn trong các vấn đề kinh tế trong những năm trước. Ông đã được thúc giục bởi các nghị sĩ và các tổ chức nhân quyền để giải quyết trường hợp của Badawi trước chuyến đi của ông. Lời chỉ trích thẳng thắn của ông về vấn đề công lý của Ả Rập là không bình thường đối với các nhà lãnh đạo phương Tây đến thăm đất nước này, một đồng minh thân cận của phương Tây trong cuộc chiến chống khủng bố và các dân quân ISIS, đặc biệt khi Đức là nước nhập khẩu lớn thứ ba của Ả Rập Xê Út. Mặc dù Bộ Ngoại giao Hoa Kỳ trước đây cũng chỉ trích bản án Badawi, Ngoại trưởng Hoa Kỳ John Kerry đã không nói chuyện về vụ việc công khai khi ông ta viếng thăm Riyadh chỉ vài ngày trước đó.
Trong một chuyến đi tiếp theo tới Qatar, Gabriel đã kêu gọi thủ lĩnh của Qatar, Sheikh Tamim Bin Hamad Al Thani và các quan chức cao cấp khác thực hiện tốt hơn trong việc bảo vệ những người lao động ở nước ngoài làm việc nhà (osin) mà phải đối phó với những lạm dung của người chủ.

## Tranh cãi

### Thilo Sarrazin
Năm 2010, Gabriel đã gọi những bài phát biểu của Thilo Sarrazin, người cùng đảng của ông, mà đã viết một cách phê phán về việc di cư bằng cách cáo buộc người Hồi giáo từ chối hoà nhập và làm xã hội Đức trở nên ngu đần hơn, là "bạo lực bằng lời nói". Ông nói rằng mặc dù Sarrazin mô tả nhiều điều chính xác, kết luận của ông không phù hợp với "lý tưởng bình đẳng" của Dân chủ Xã hội nữa [80].

### Sự tiếp quản của Kaiser
Năm 2016, một tòa án Đức hủy bỏ quyết định gây tranh cãi của Gabriel cho phép một chuỗi cửa hàng tạp hóa lớn của đất nước Edeka mua chuỗi cửa hàng tạp hóa Kaiser's, thuộc sở hữu của Tengelmann Group. Các thẩm phán nêu ra các câu hỏi về "sự thiên vị và sự thiếu trung lập" của Bộ trưởng trong trường hợp này, nói rằng ông ta đã tổ chức cuộc thảo luận bí mật trong quá trình đưa tới quyết định.